# سال بعد، همین موقع
سال بعد، همین موقع (انگلیسی: Same Time, Next Year) فیلمی در ژانر کمدی رمانتیک و کمدی-درام به کارگردانی رابرت مالیگن است که در سال ۱۹۷۸ منتشر شد. از بازیگران آن می‌توان به الن برستین و آلن آلدا اشاره کرد.

## جوایز و افتخارات
الن برستین موفق شد برای بازی در این فیلم برای دریافتِ جایزه اسکار بهترین بازیگر نقش اول زن نامزد شود.